# 1516.
◄ | 15. stoljeće | 16. stoljeće | 17. stoljeće | ►
◄ | 1480-ih | 1490-ih | 1500-ih | 1510-ih | 1520-ih | 1530-ih | 1540-ih | ►
◄◄ | ◄ | 1513. | 1514. | 1515. | 1516. | 1517. | 1518. | 1519. | ► | ►►
Arhitektura • Astronomija • Glazba • Kazalište • Kiparstvo • Knjige • Književnost • Kršćanstvo • Medicina • Politika • Pravo • Promet • Slikarstvo • Znanost

## Događaji
- Zadranin Šimun Kožičić Benja drži govor "O opustošenoj Hrvatskoj"

## Smrti
- 25. siječnja – Ferdinand II. Aragonski, španjolski kralj (* 1452.)
- prije 9. kolovoza- Hieronymus Bosch, nizozemski slikar (*oko 1450.)

## Vanjske poveznice
|  | Zajednički poslužitelj ima još gradiva o temi 1516. |